# Clayton Bissell
Clayton Lawrence Bissell (ur. 29 czerwca 1896 w Kane w stanie Pensylwania, zm. 24 grudnia 1972 w Murfreesboro) – amerykański generał major Sił Powietrznych armii Stanów Zjednoczonych, doktor praw.

## Życiorys

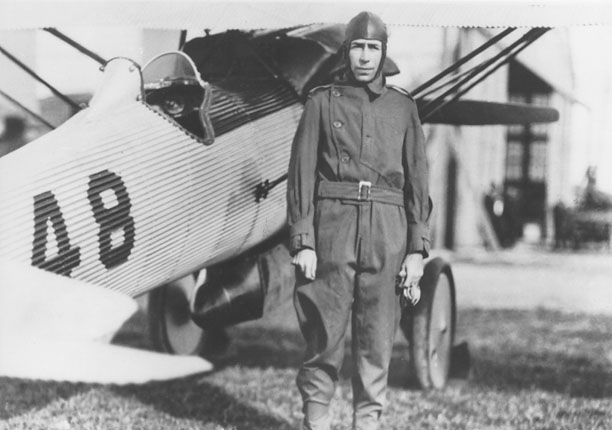
Clayton Bissell przed samolotem Thomas-Morse R-5

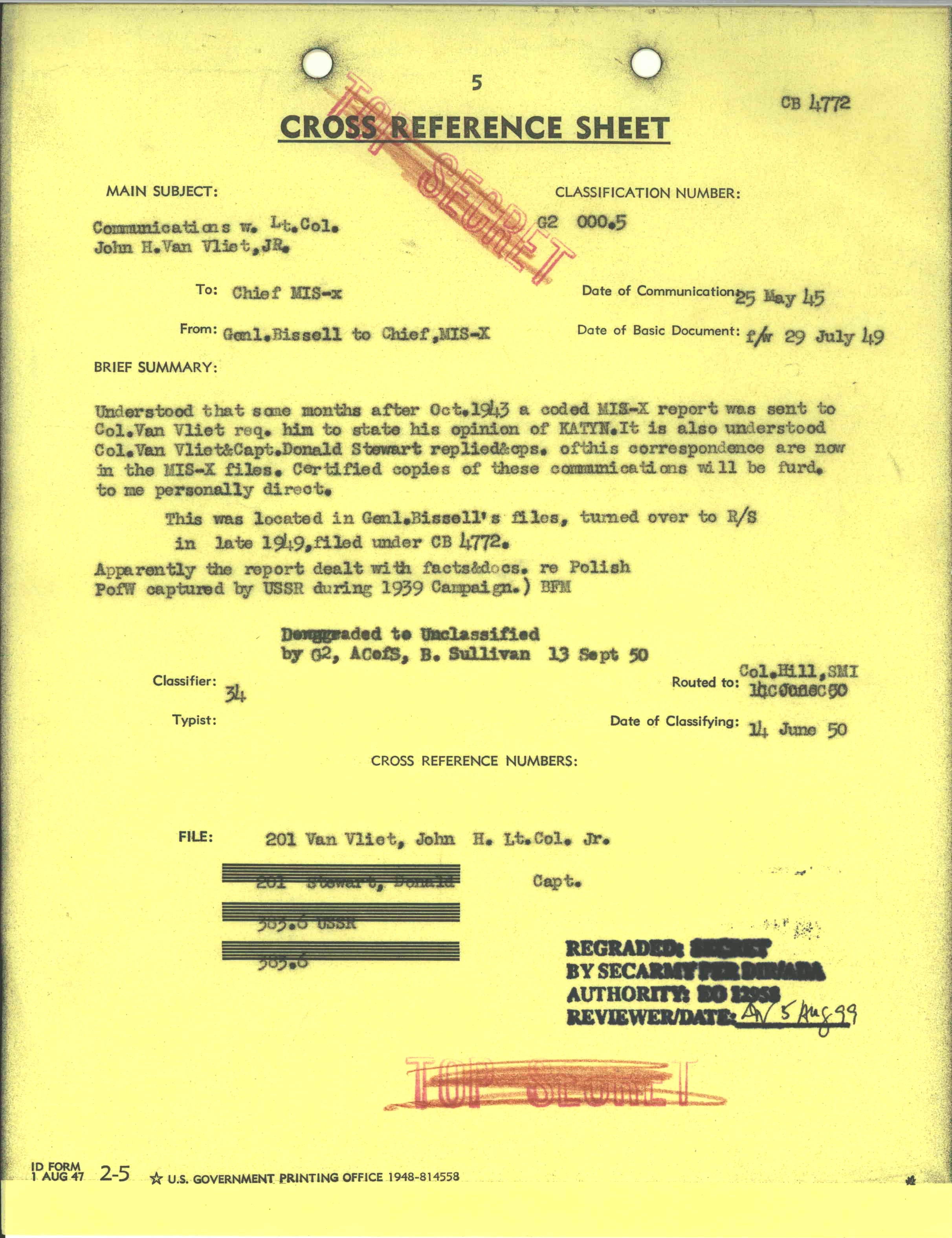
Korespondencja z 1950 w sprawie ppłka Van Vlieta i gen. Bissela dotycząca zbrodni katyńskiej

W 1917 ukończył Valparaiso University w Valparaiso z tytułem doktora praw. Następnie podczas I wojny światowej trafił do United States Army Air Service. Przydzielony do 148th Aero Squadron, latając na myśliwcu Sopwith Camel zestrzelił 6 niemieckich samolotów Fokker D.VII, co zapewniło mu tytuł asa myśliwskiego. W 1919 objął dowództwo nad jednostką 639th Aero Squadron w okupowanych Niemczech. Później służył w sztabie gen. Mitchella. W 1922 odbył pierwszy udany lot nocny z Waszyngtonu do Nowego Jorku.
Podczas II wojny światowej od stycznia 1942 służył jako doradca powietrzny gen. Josepha Stilwella w Chinach, w sierpniu 1942 objął dowództwo 10. Armii Lotniczej (10th Air Force) w Indiach i Birmie. Powrócił do USA w sierpniu 1943. We wrześniu 1943 został asystentem szefa sztabu Army Intelligence United States Air Force w Waszyngtonie i służył tam do końca wojny.
Od lutego 1944 do stycznia 1946 generał Bissel pełnił funkcję zastępcy szefa wywiadu Wydziału Wojny G-2 (wywiad) Sztabu Generalnego. W tym okresie, 22 maja 1945, ppłk John H. Van Vliet Jr. (który 13 maja 1943 jako jeniec oflagu został przewieziony do Katynia i był świadkiem ekshumacji ofiar pomordowanych polskich oficerów z 1940), przekazał mu raport (tzw. „Raport van Vlieta”; ang. Van Vliet Report), w którym stwierdził, że odpowiedzialność za zbrodnię katyńską ponosi ZSRR. Tuż przed przekazaniem mu raportu przez płk Van Vlieta Rząd RP na uchodźstwie odznaczył gen. Bissela Krzyżem Komandorskim Orderu Odrodzenia Polski. Bissel nakazał van Vlietowi milczenie i utajnił raport, nadając mu klauzulę „Top Secret” („ściśle tajne”). W późniejszym czasie raport został utrzymany w tajemnicy, po czym zaginął.
W 1952 Bissel wyjaśniał przed Komisją Katyńską Kongresu USA, że utajnił raport van Vlieta, by nie wywoływać napięć w stosunkach amerykańsko-radzieckich (dosł. widziałem w nim wielkie potencjalne źródło kłopotliwej sytuacji), ponieważ Stany Zjednoczone liczyły na udział ZSRR w wojnie z Japonią (z uwagi na ówczesną sytuację Polska nie mogła wziąć udziału w wojnie przeciw Japonii, zaś Rosja tak). Ponadto generał wskazał na fakt, że w ówczesnym czasie była negocjowana treść Karty Narodów Zjednoczonych i według niego ujawnienie raportu oraz obciążenie nim ZSRR utrudniłoby uzyskanie konsensusu w tej sprawie.
W kwietniu 1950 ppłk van Vliet skierował list do Pentagonu, prosząc o informację, gdzie znajduje się jego raport z 1945, po czym otrzymał odpowiedź, że odnalezienie dokumentu nie jest możliwe. W 1950 poproszono go, by napisał nowy, drugi raport. Raport został odtworzony przez van Vlieta 11 maja 1950, oznaczony tym razem jako „tajny” i przekazany Komisji Katyńskiej Kongresu USA. Podpułkownik wyraził w nim identyczne wnioski jak w pierwszym raporcie z 1945 wskazując Rosjan jako wykonawców zbrodni katyńskiej. W 1952 van Vliet zeznawał przed Komisją Kongresu jako świadek i ponownie potwierdził odpowiedzialność ZSRR za zbrodnię katyńską. Zniknięcie pierwszego raportu van Vlieta z archiwów Pentagonu wiązane jest przez niektórych autorów z działalnością Algera Hissa (1904–1996), radzieckiego szpiega zatrudnionego w amerykańskim Departamencie Stanu.
Po zakończeniu wojny Clayton Bissell w maju 1946 został attaché lotniczym w Londynie. W październiku 1948 powrócił do USA. Później został wysłany do okupowanych Niemiec do kwatery głównej wojsk amerykańskich w Wiesbaden, gdzie pozostał do kwietnia 1950. Przeszedł na emeryturę 1 listopada 1950 w randze generała majora.
Został pochowany na Cmentarzu Narodowym w Arlington, w stanie Wirginia.

## Odznaczenia
- Command Pilot Wings
- Krzyż za Wybitną Służbę
- Distinguished Service Medal
- Silver Star
- Distinguished Flying Cross (Stany Zjednoczone)
- Air Medal
- Army Commendation Medal
- World War I Victory Medal
- Army of Occupation of Germany Medal
- American Defense Service Medal
- American Campaign Medal
- Asiatic-Pacific Campaign Medal
- European-African-Middle Eastern Campaign Medal
- World War II Victory Medal
- Army of Occupation Medal
- National Defense Service Medal
- Komandor Wojskowego Orderu Imperium Brytyjskiego
- Distinguished Flying Cross (Wielka Brytania)
- Krzyż Zasługi Wojennej (Włochy)
- Kawaler Orderu Korony Włoch (Włochy)
- Krzyż Komandorski Orderu Odrodzenia Polski (Polska, 1945, przyznany przez władze RP na uchodźstwie)
- Wielki Oficer Orderu Zasługi Chile II Klasy (Chile)